# Sheniqua Ferguson
Sheniqua Ferguson (* 24. November 1989 in Nassau) ist eine bahamaische Sprinterin.
Internationale Aufmerksamkeit erlangte sie erstmals durch ihre Erfolge bei den Leichtathletik-Juniorenweltmeisterschaften 2008 in Bydgoszcz. Dort gewann sie den Titel im 200-Meter-Lauf und die Bronzemedaille im 100-Meter-Lauf. Mit der 4-mal-100-Meter-Staffel der Bahamas belegte sie den vierten Platz. Daraufhin wurde sie für die Olympischen Spiele in Peking nominiert, wo sie über 200 m die Viertelfinalrunde erreichte.
Den bisher größten Erfolg ihrer Karriere feierte sie bei den Leichtathletik-Weltmeisterschaften 2009 in Berlin. Als Startläuferin in der bahamaischen 4-mal-100-Meter-Staffel gewann sie gemeinsam mit Chandra Sturrup, Christine Amertil und Debbie Ferguson-McKenzie in 42,29 s die Silbermedaille. Weiterhin erreichte Ferguson in Berlin über 100 m das Viertelfinale und über 200 m das Halbfinale.
Sheniqua Ferguson hat bei einer Körpergröße von 1,70 m ein Wettkampfgewicht von 57 kg.

## Bestleistungen
- 100 m: 11,19 s, 16. Mai 2010, Knoxville
- 200 m: 22,85 s, 28. Juni 2008, Nassau